# Lowville
Lowville és una vila i seu del Comtat de Lewis (Nova York) dels Estats Units d'Amèrica.

## Demografia
Segons el cens dels Estats Units del 2000 Lowville tenia 3.476 habitants, 1.403 habitatges, i 882 famílies. La densitat de població era de 706,4 habitants/km².
Dels 1.403 habitatges en un 32,1% hi vivien nens de menys de 18 anys, en un 48,5% hi vivien parelles casades, en un 11,1% dones solteres, i en un 37,1% no eren unitats familiars. En el 33,5% dels habitatges hi vivien persones soles el 18,1% de les quals corresponia a persones de 65 anys o més que vivien soles. El nombre mitjà de persones vivint en cada habitatge era de 2,34 i el nombre mitjà de persones que vivien en cada família era de 2,99.
Per edats la població es repartia de la següent manera: un 25,8% tenia menys de 18 anys, un 6,8% entre 18 i 24, un 25,4% entre 25 i 44, un 20,5% de 45 a 60 i un 21,5% 65 anys o més.
L'edat mediana era de 40 anys. Per cada 100 dones de 18 o més anys hi havia 79,2 homes.
La renda mediana per habitatge era de 32.841 $ i la renda mediana per família de 42.399 $. Els homes tenien una renda mediana de 31.831 $ mentre que les dones 21.422 $. La renda per capita de la població era de 17.172 $. Entorn del 13,9% de les famílies i el 14,9% de la població estaven per davall del llindar de pobresa.